# Time Division-Synchronous Code Division Multiple Access
Time Division-Synchronous Code Division Multiple Access (TD-SCDMA) är en tredje generationens mobiltelefonistandard som utvecklas av Kina som ett alternativ till de etablerade standarderna WCDMA och CDMA2000. En anledning till att utveckla en egen standard är att undvika licensavgifter, en annan att uttrycka sitt oberoende. TD-SCDMA skiljer sig från alternativen på så sätt att TD-SCDMA är en TDD-teknik. Eftersom det är en synkron teknik så ställs relativt höga krav på synkronisering av noderna.